# Абендана, Яков
Я́ков Абенда́на (Jacob Abendana) (1630, Барселона, Испания — 12 сентября 1695, Лондон) — иудейский богослов.
Родился в Испании, в семье выходцев из Гамбурга. Жил в Амстердаме, где вступил в переписку с лейденским профессором богословия Гульзием, желавшим обратить его в христианство. Эта переписка издана под заглавием «Disputatio epistolaris hebraica» (1669), перепечатана в приложении к «Nucleus Prophetlae» Гульзия (1683).
В 1655 году стал хахамом Роттердама, а в 1680 — Лондона, где и служил до своей смерти.
Абендана перевёл с еврейского на испанский язык сочинение Иегуды Галеви «Кузари», в котором отстаивал догматы еврейской религии (1663). Переселившись в Лондон, перевёл на испанский язык «Мишну». Его брат Исаак перевёл Мишну на латинский язык.